# Pompschroevendraaier

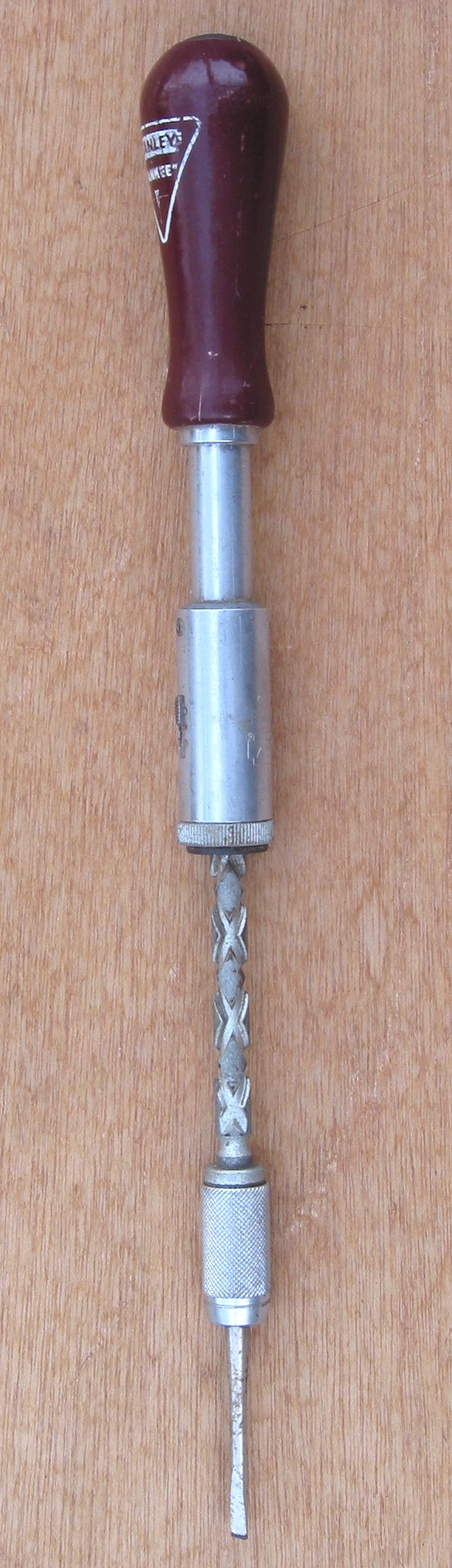
Pompschroeven-
draaier

Een pompschroevendraaier is een schroevendraaier waarbij men het heft niet ronddraait, maar op- en neer (pompend) beweegt.
Door de speciale spiraalvormige groef in de steel gaat deze tijdens het pompen ronddraaien. De schroevendraaier is voorzien van een ratelmechanisme waardoor de steel steeds in één richting wordt vastgezet, in de andere richting kan deze vrij draaien. Het mechanisme heeft een schuifje, waarmee de draairichting kan worden veranderd. Het schuifje van de pompschroevendraaier werkt op dezelfde manier als bij de ratelschroevendraaier. Door het schuifje in de middenstand plaatsen wordt de steel vastgezet waardoor deze werkt als een gewone schroevendraaier. De schroevendraaier is voorzien van losse hulpstukken die vaak in het handvat kunnen worden opgeborgen. Na de introductie van de schroefboormachine is de pompschroevendraaier in onbruik geraakt.